# Burial (musicista)
William Emmanuel Bevan, meglio conosciuto come Burial (Croydon, agosto 1979), è un musicista britannico di musica elettronica. È noto per il suo caratteristico sound, basato quasi interamente sui campionamenti, che fonde elementi 2-step, trip hop, ambient e future garage.

## Biografia
Il progetto Burial nacque nel 2005. All'inizio la mente dietro al progetto rimase nascosta nell'anonimato ma, in seguito a voci che identificavano l'artista come Norman Cook (alias Fatboy Slim) o come Richard D. James (alias Aphex Twin), nel 2008 William Bevan fu costretto a rivelarsi al pubblico.
Dopo essersi rivelato al pubblico, Burial rivelò in un'intervista che solo cinque persone a lui vicine erano al corrente del fatto che lui fosse un produttore musicale. Successivamente, nel febbraio dello stesso anno, la rivista inglese The Independent pubblica un articolo nel quale viene rivelato che Bevan era un alunno della Elliott School, una scuola della parte sud di Londra. Nella stessa scuola avevano studiato anche Joe Goddard, pianista e voce degli Hot Chip e Kieran Hebden, conosciuto come Four Tet, artista col quale Bevan ha collaborato.
Nel 2005 pubblica i primi EP a nome Burial. Si tratta di South London Boroughs e Distant Lights.
Dodici mesi dopo, nei primi mesi del 2006, esce l'album di debutto chiamato semplicemente Burial.
Il suo secondo album, Untrue (2007), ha ottenuto ottime recensioni dalla stampa specializzata. È stato valutato secondo miglior disco dell'anno dalla rivista inglese The Wire e 10º posto dalla webzine Pitchfork. Ha ottenuto inoltre la nomination per il Mercury Prize.
Nel febbraio 2010 Daddy G dei Massive Attack rivela una collaborazione del gruppo con Burial, rappresentata da un 12" intitolato Four Walls / Paradise Circus pubblicato in edizione limitata (1000 copie). Nel marzo 2011 ha pubblicato l'EP Street Halo. Sempre nel 2011 ha collaborato anche con Four Tet e Thom Yorke per il singolo Ego / Mirror.
Nel febbraio 2012 ha invece pubblicato l'EP Kindred. 
Il 6 ottobre 2013 Four Tet ha dichiarato sul proprio account Twitter di aver lavorato con Burial per la stesura di una nuova traccia inedita, andata poi in onda sul sito Rinse.fm in occasione di un podcast dello stesso Four Tet. La traccia contiene un campione della canzone My All di Mariah Carey.
Il 2 dicembre dello stesso anno appare sul sito Bookmat.com un nuovo lavoro del noto artista in uscita il 16 dello stesso dicembre, ad un anno dall'uscita di Truant / Rough Sleeper, dal titolo prima ignoto poi rivelato in Rival Dealer. Il disco anticipa il cambio di stile di Burial: l'artista inglese vira su territori ambient cupi e desolanti, come alienazione totale dal mondo, scompaiono i beat per far spazio a lunghe cavalcate di synth oscuri.
Il 31 gennaio del 2014, contro ogni aspettativa, appare un messaggio sul sito della hyperdub in cui compare una foto dell'artista dopo 8 anni di anonimato insieme ad un messaggio che recita così:
I want to do some new tunes this year to send to my boss Steve and the label because they've been going 10 years now and have stuck by me. Hopefully by the end of most years I have done some tunes that are decent enough to release. but Dark Souls 2 is on the horizon soon so I'm not sure if I will have many new tunes for a while because I need to play that game a lot. But I'm going to try to get some new tunes together before it comes out.
Also I want to go and find some old tunes I did that still sound alright and never came out.. It would be nice to finally put some of them out on vinyl one day.
Also I want to tell my Mum my Dad my brothers and my sister that I love them to bits. Big shout out to the UK & everywhere else. Cheers & respect to everyone and anyone... be safe & take care.»
(Burial)
Il 3 novembre 2014, dopo un annuncio dato a fine settembre, vede la luce un inedito del musicista inglese, Lambeth, prima traccia della compilation Hyperdub 10.4. La traccia in realtà era già nota, poiché suonata in radio alcuni anni prima, ma ufficialmente mai pubblicata.
Il 22 gennaio 2015, a sorpresa, esce un nuovo singolo del produttore britannico, Temple Sleeper, pubblicato dall'etichetta inglese Keysound Recordings in vinile ed mp3.
A giugno 2016 viene annunciato che il 29 luglio uscirà il nuovo disco del producer britannico Zomby, nel quale Bevan è ospite nel brano intitolato Sweetz, sempre su etichetta Hyperdub.
In occasione del Black Friday del 25 Dicembre 2016, il negozio di dischi canadese "Sonic Boom Records", ha venduto, per sbaglio, cinque copie di una nuova possibile release del producer britannico dal titolo Young Death / Nightmarket. Successivamente è apparso su alcuni store digitali musicali la possibilità di acquistare il prodotto in formato 12", in uscita nel 2 di Dicembre, confermando la notizia. Young Death / Nightmarket è stata la centesima pubblicazione dell'etichetta Hyperdub.
Il 19 Maggio 2017, sulla pagina Bandcamp dell'artista, compare un nuovo EP dal titolo Subtemple / Beachfires in uscita per l'etichetta Hyperdub il 26 Maggio. Il 14 Settembre pubblica su Bandcamp l’EP Rodent, contenente una traccia e un remix di Kode9, fondatore della Hyperdub. Il 27 ottobre esce Pre Dawn / Indoors, disco che segnerà il debutto del produttore inglese sull'etichetta Nonplus di Boddika; il singolo è inoltre la prima pubblicazione di Burial fuori dalla Hyperdub.

## Stile musicale
Fin dal suo primo album Burial si fece distinguere per il suo stile cupo e particolare, per i campionamenti ricercati, per gli echi lontani che andavano a delineare atmosfere desolate e desolanti tipiche delle metropoli britanniche già sentite nel suono dei Massive Attack e in generale nel Bristol sound. Se nel primo album lo stile era caratterizzato da beat pachidermici e influenze "massive" (collaborazione con Space Ape), nel secondo l'artista è andato a ripescare elementi dalla UK garage e dalla 2-step. Spesso nei suoi brani campiona dialoghi presi da film (usati quasi sempre come introduzione), come 21 grammi o La ragazza con l'orecchino di perla.
Il secondo album, Untrue, portava una grande carica innovativa andando a cambiare in maniera indelebile la dubstep e creando quel sottogenere chiamato post-dubstep: ritmiche 2-step dilatate, come perse nel vuoto metropolitano, accompagnate da calde voci soul campionate, distorte, disumanizzate. Il tutto avvolto in atmosfere siderali, futuristiche, post-industriali capaci di catapultare l'ascoltatore in un universo parallelo post dance che colpirà chi ha vissuto l'elettronica inglese degli anni novanta.
In una rara intervista rilasciata nel 2007, Burial ha dichiarato che, molte volte, i samples vocali delle sue canzoni sono presi da alcune telefonate che fa con amici o conoscenti, ai quali fa cantare qualcosa per poi registrare la loro voce e modificarla in fase di produzione. Talvolta, prende singole parole e forma nuove frasi.
Tutti i suoi brani sono caratterizzati dalla costante presenza del suono della pioggia, da rumori tipici di un vinile usurato, da distorsioni e rumori di oggetti di uso quotidiano, come accendini e chiavi. Più in generale, nella sua musica vi è un marcato utilizzo di suoni ambientali, captati mediante la tecnica del field recording. L'artista ha dichiarato in un'intervista di utilizzare questi suoni per coprire la scarsa qualità sonora dei suoi brani, e dare ai brani la sensazione di esistere realmente in un ambiente, creando atmosfera e riempiendo lo spettro sonoro. Queste peculiarità presenti nella sua musica, rendono i suoi brani molto soffusi, eterei, pervasi da un suono volutamente lo-fi. Utilizza anche molti effetti sonori tratti da film e videogiochi per Playstation, come per esempio Metal Gear Solid, tanto da aver dichiarato che, spesso, le batterie dei suoi pezzi sono degli spari presi dal videogioco stesso, o personaggi che raccolgono oggetti. I videogiochi, difatti, rappresentano uno degli elementi di maggiore influenza per il musicista britannico.
Nelle ultime uscite l'artista ha continuato il cammino intrapreso partendo direttamente da Raver (l'ultima traccia di Untrue) alternando produzioni più tendenti alla dance (Street Halo) a quelle più classiche (Stolen Dog). Notevoli le collaborazioni: con Four Tet ha creato Moth, un viaggio psichedelico su una ritmica 4/4 capace di far ballare e allo stesso tempo di sorprendere l'ascoltatore più attento con le numerose trovate che si celano dentro alla traccia. Non da meno la collaborazione con Four Tet e Thom Yorke (Ego / Mirror), nella quale i due produttori si alternano e la voce un po' malinconica del cantante dei Radiohead sembra essere lì apposta a rafforzare il mood che da sempre caratterizza Burial.
Apoteosi e naturale convergenza stilistica la collaborazione con i Massive Attack, col brano Four Walls, che lascia immaginare un futuro positivo per il produttore britannico.

## Strumentazione
Bevan ha affermato di aver utilizzato l'audio editor Sound Forge per comporre tutti i brani senza l'ausilio di tracker o sequencer, che afferma di non sapere utilizzare. Ha dichiarato di essere felice comunque di non utilizzarli, perché preferisce il suono non quantizzato. Inoltre, ha ammesso di non sopportare le griglie, tipiche di un sequencer, e di voler lavorare utilizzando esclusivamente delle onde audio, senza l'utilizzo quindi della tecnologia MIDI.

## Discografia

### Album in studio
- 2006 - Burial - (Hyperdub Records)
- 2007 - Untrue - (Hyperdub Records)

### Raccolte
- 2019 - Tunes 2011-2019

### Singoli ed EP
- 2005 - South London Boroughs - (Hyperdub Records)
- 2006 - Distant Lights - (Hyperdub Records)
- 2007 - Ghost Hardware - (Hyperdub Records)
- 2011 - Street Halo - (Hyperdub Records)
- 2012 - Kindred - (Hyperdub Records)
- 2012 - Truant / Rough Sleeper - (Hyperdub Records)
- 2013 - Rival Dealer - (Hyperdub Records)
- 2016 - Young Death / Nightmarket - (Hyperdub Records)
- 2017 - Subtemple / Beachfires - (Hyperdub Records)
- 2017 - Rodent - (Hyperdub Records)
- 2017 - Pre Dawn / Indoors - (Nonplus)
- 2019 - Claustro / State Forest - (Hyperdub Records)
- 2021 - Chemz / Dolphinz - (Hyperdub Records)
- 2022 - Antidawn - (Hyperdub Records)
- 2022 - Streetlands - (Hyperdub Records)
- 2024 - Dreamfear / Boy Sent From Above - (XL Recordings)

### Colonne sonore
- 2012 - Night, Peace by Eva Weber
- 2024 - Bird by Andrea Arnold

### Tracce individuali
- 2006 - Versus - nella compilation Warrior Dubz - (Planet Mu)
- 2007 - Unite - nella compilation Box of Dub - (Soul Jazz Records)
- 2009 - Fostercare - nella compilation 5: Five Years of Hyperdub - (Hyperdub Records)
- 2014 - Lambeth - nella compilation Hyperdub 10.4 - (Hyperdub Records)
- 2015 - Temple Sleeper (Keysound Recordings)

### Remix
- 2006 - Crackle Blues - Blackdown - (Keysound)
- 2007 - Wayfaring Stranger - Jamie Woon - (Live Recordings)
- 2007 - Where Is Home? - Bloc Party - (Wichita Recordings)
- 2007 - And It Rained All Night - Thom Yorke - (XL Recordings)
- 2008 - Be True - Commix
- 2017 - Inner City Life - Goldie
- 2017 - Deep Summer - Mønic

### Collaborazioni
- 2009 - Moth / Wolf Cub – con Four Tet - (Text)
- 2010 - Vial – con Breakage nell'album Foundation - (Digital Soundboy)
- 2010 - Prophecy – con El-B nella compilation Nu Levels - (Ghost Records / Thriller Funk)
- 2010 - Night Air – con Jamie Woon nell'album Mirrorwriting - (Candent Songs / Polydor)
- 2011 - Ego / Mirror - con Four Tet e Thom Yorke - (Text)
- 2011 - Four Walls / Paradise Circus – coi Massive Attack - (Inhale Gold)
- 2012 - Nova – con Four Tet
- 2016 - Sweetz - con Zomby